# Trematocephalus simplex
Trematocephalus simplex là một loài nhện trong họ Linyphiidae.
Loài này thuộc chi Trematocephalus. Trematocephalus simplex được Eugène Simon miêu tả năm 1894.